# Lijst van voetbalinterlands Gambia - Senegal
Deze lijst van voetbalinterlands is een overzicht van alle officiële voetbalwedstrijden tussen de nationale teams van Gambia en Senegal. De West-Afrikaanse buurlanden hebben tot op heden negentien keer tegen elkaar gespeeld. De eerste ontmoeting was een vriendschappelijke wedstrijd op 18 februari 1980 in Banjul. Het laatste duel, een groepswedstrijd tijdens de Afrika Cup 2023, werd gespeeld op 15 januari 2024 in Yamoussoukro (Ivoorkust).

## Wedstrijden
| №  | Plaats       | Datum            | Competitie                                        | Wedstrijd        | Uitslag |
| -- | ------------ | ---------------- | ------------------------------------------------- | ---------------- | ------- |
| 1  | Banjul       | 18 februari 1980 | Vriendschappelijk                                 | Gambia − Senegal | 0 − 1   |
| 2  | Nouakchott   | 23 juli 1983     | Vriendschappelijk                                 | Senegal − Gambia | 2 − 1   |
| 3  | Freetown     | 15 februari 1984 | Vriendschappelijk                                 | Senegal − Gambia | 1 − 0   |
| 4  | Bakau        | 22 februari 1985 | Vriendschappelijk                                 | Gambia − Senegal | 0 − 1   |
| 5  | Dakar        | 8 februari 1986  | Vriendschappelijk                                 | Senegal − Gambia | 1 − 0   |
| 6  | Bissau       | 28 april 1988    | Vriendschappelijk                                 | Senegal − Gambia | 4 − 0   |
| 7  | Dakar        | 30 november 1991 | Vriendschappelijk                                 | Senegal − Gambia | 2 − 0   |
| 8  | Freetown     | 3 december 1993  | Vriendschappelijk                                 | Gambia − Senegal | 0 − 2   |
| 9  | Banjul       | 21 april 1996    | Vriendschappelijk                                 | Gambia − Senegal | 1 − 2   |
| 10 | Banjul       | 2 december 1997  | Vriendschappelijk                                 | Gambia − Senegal | 0 − 0   |
| 11 | Dakar        | 12 december 1999 | Vriendschappelijk                                 | Senegal − Gambia | 3 − 0   |
| 12 | Praia        | 6 mei 2000       | Vriendschappelijk                                 | Gambia − Senegal | 1 − 1   |
| 13 | Banjul       | 30 maart 2003    | Afrika Cup 2004 kwalificatie                      | Gambia − Senegal | 0 − 0   |
| 14 | Dakar        | 7 juni 2003      | Afrika Cup 2004 kwalificatie                      | Senegal − Gambia | 3 − 1   |
| 15 | Bakau        | 8 juni 2008      | WK 2010 kwalificatie                              | Gambia − Senegal | 0 − 0   |
| 16 | Dakar        | 11 oktober 2008  | WK 2010 kwalificatie                              | Senegal − Gambia | 1 − 1   |
| 17 | Dakar        | 20 juni 2015     | African Championship of Nations 2016 kwalificatie | Senegal − Gambia | 3 − 1   |
| 18 | Bakau        | 4 juli 2015      | African Championship of Nations 2016 kwalificatie | Gambia − Senegal | 0 − 1   |
| 19 | Yamoussoukro | 15 januari 2024  | Afrika Cup 2023                                   | Senegal − Gambia | 3 − 0   |

## Samenvatting
| Competitie                                   | Totaal gespeeld | Winst Gambia | Gelijk | Winst Senegal | Doelsaldo Gambia – Senegal |
| -------------------------------------------- | --------------- | ------------ | ------ | ------------- | -------------------------- |
| WK-kwalificatie                              | 2               | 0            | 2      | 0             | 1 − 1                      |
| Afrika Cup                                   | 1               | 0            | 0      | 1             | 0 − 3                      |
| Afrika Cup-kwalificatie                      | 2               | 0            | 1      | 1             | 1 − 3                      |
| African Championship of Nations-kwalificatie | 2               | 0            | 0      | 2             | 1 − 4                      |
| Vriendschappelijk                            | 12              | 0            | 2      | 10            | 3 − 21                     |
| Totaal                                       | 19              | 0            | 5      | 14            | 6 − 32                     |

## Details

### Dertiende ontmoeting
| Afrika Cup 2004 kwalificatie (Banjul, Gambia, 30 maart 2003):                                                                                       |              | |
| Gambia | 0 – 0        | Senegal |
| | goals        | |
| Sang Ndong | bondscoach   | Guy Stéphan |
| Pa Dembo Touray Momar Njie Kemo Ceesay Arthur Gómez 68' Abdoulaye Corr Ebou Sillah Abdu Rahman Sherif Samba Sefou Solley Jatto Ceesay Aziz Corr 61' | opstellingen | Tony Sylva Ferdinand Coly Ibrahima Tall Papa Malick Diop Alyibra Kebe Bèye Amdy Faye 69' Sylvain Ndiaye 72' Ousmane Ndoye El-Hadji Diouf Henri Camara 69' Mamadou Diabang |
| Tapha Sar 61' Latef Janneh 68' | wissels      | 69' Papa Bouba Diop 69' Mamadou Niang 72' Diomansy Kamara |
| Jatto Ceesay 36' | gele kaarten | 45' Amdy Faye 69' El-Hadji Diouf |

GFA · A-internationals · Olympische elftal · Gambiaans vrouwenelftal
Algerije ·
Angola ·
Benin ·
Burkina Faso ·
Burundi ·
Centraal-Afrikaanse Republiek ·
China ·
Comoren ·
Congo-Brazzaville ·
Congo-Kinshasa ·
Denemarken ·
Djibouti ·
Equatoriaal-Guinea ·
Gabon ·
Ghana ·
Guinee ·
Guinee-Bissau ·
Ivoorkust ·
Kaapverdië ·
Kameroen ·
Kenia ·
Kosovo ·
Lesotho ·
Liberia ·
Libië ·
Luxemburg ·
Madagaskar ·
Mali ·
Marokko ·
Mauritanië ·
Mexico ·
Namibië ·
Nieuw-Zeeland ·
Niger ·
Nigeria ·
Oeganda ·
Saoedi-Arabië ·
Senegal ·
Seychellen ·
Sierra Leone ·
Tanzania ·
Togo ·
Tsjaad ·
Tunesië ·
Verenigde Arabische Emiraten ·
Zambia ·
Zuid-Afrika ·
Zuid-Soedan
FSF · 
A-internationals · 
Bondscoaches · Selecties · Senegalees vrouwenelftal · 
Olympisch elftal
1960 – 1969 · 
1970 – 1979 · 
1980 – 1989 · 
1990 – 1999 · 
2000 – 2009 · 
2010 – 2019 · 
2020 – 2029
WK 2002 · 
WK 2018 ·
WK 2022
OS 2012
1959 · 
1960 · 
1961 · 
1962 · 
1963 · 
1964 · 
1965 · 
1966 · 
1967 · 
1968 · 
1969 · 
1970 · 
1971 · 
1972 · 
1973 · 
1974 · 
1975 · 
1976 · 
1977 · 
1978 · 
1979 · 
1980 · 
1981 · 
1982 · 
1983 · 
1984 · 
1985 · 
1986 · 
1987 · 
1988 · 
1989 · 
1990 · 
1991 · 
1992 · 
1993 · 
1994 · 
1995 · 
1996 · 
1997 · 
1998 · 
1999 · 
2000 · 
2001 · 
2002 · 
2003 · 
2004 · 
2005 · 
2006 · 
2007 · 
2008 · 
2009 · 
2010 · 
2011 · 
2012 · 
2013 · 
2014 ·
2015 ·
2016 ·
2017 ·
2018 ·
2019 ·
2020 ·
2021 ·
2022 ·
2023
Algerije ·
Angola ·
Benin ·
Bolivia ·
Bosnië en Herzegovina ·
Botswana ·
Brazilië ·
Burkina Faso ·
Burundi ·
Centraal-Afrikaanse Republiek ·
Chili ·
China ·
Colombia · 
Congo-Brazzaville ·
Congo-Kinshasa ·
Denemarken ·
Ecuador ·
Egypte ·
Engeland ·
Equatoriaal-Guinea ·
Eritrea ·
Ethiopië ·
Frankrijk ·
Gabon ·
Gambia ·
Ghana ·
Griekenland ·
Guinee ·
Guinee-Bissau ·
Indonesië ·
Iran ·
Ivoorkust ·
Japan ·
Kaapverdië ·
Kameroen ·
Kenia ·
Kosovo ·
Kroatië · 
Lesotho ·
Liberia ·
Libië ·
Luxemburg ·
Madagaskar ·
Malawi ·
Maleisië ·
Mali ·
Marokko ·
Mauritanië ·
Mauritius ·
Mexico ·
Mozambique ·
Namibië ·
Nederland ·
Niger ·
Nigeria ·
Noorwegen ·
Oeganda ·
Oezbekistan ·
Oman ·
Polen ·
Qatar ·
Rwanda ·
Saoedi-Arabië ·
Sierra Leone ·
Soedan ·
Swaziland ·
Tanzania ·
Togo ·
Tunesië ·
Turkije ·
Uruguay ·
Verenigde Arabische Emiraten ·
Zambia ·
Zimbabwe ·
Zuid-Afrika ·
Zuid-Korea ·
Zuid-Soedan ·
Zweden
Algerije (2019, 2) ·
Colombia (2018) ·
Denemarken (2002) ·
Engeland (2022) ·
Frankrijk (2002) ·
Japan (2018) ·
Nederland (2022) ·
Polen (2018) ·
Uruguay (2002)